# Gerrit Beumer
Gerrit Jan Beumer, ook gekend als Ger Beumer (Arnhem, 3 april 1920 – Amsterdam, 1999) was een Nederlands voetballer en honkbalspeler.

## Biografie
Gerrit Beumer was de zoon van Henri Dirk Johan Beumer en Lucia Marianne Craanen. Hij trouwde op 19 september 1945 met Elisabeth Johanna van der Molen en had twee kinderen.
Hij speelde van 1939 tot 1951 bij AFC Ajax als verdediger. Van zijn debuut in het kampioenschap op 26 maart 1939 tegen HFC Haarlem tot zijn laatste wedstrijd op 11 maart 1951 tegen Heracles speelde Beumer in totaal 42 wedstrijden in het eerste elftal van Ajax.

## Statistieken
| Club  | Seizoen | Competitie | Competitie | Beker | Beker | Totaal | Totaal |
| Club  | Seizoen | Wed.       | Dlp.       | Wed.  | Dlp.  | Wed.   | Dlp.   |
| ----- | ------- | ---------- | ---------- | ----- | ----- | ------ | ------ |
| Ajax  | 1938/39 | 1          | 0          | -     | -     | 1      | 0      |
| Ajax  | 1948/49 | 12         | 0          | ?     | ?     | 12     | 0      |
| Ajax  | 1949/50 | 22         | 0          | -     | -     | 22     | 0      |
| Ajax  | 1950/51 | 7          | 0          | -     | -     | 7      | 0      |
| Total | Total   | 42         | 0          | ?     | ?     | 42     | 0      |